# Chlebówko
Chlebówko (niem. Sassenhagen) – wieś w Polsce położona w województwie zachodniopomorskim, w powiecie stargardzkim, w gminie Stara Dąbrowa, położona 5 km na północny wschód od Starej Dąbrowy (siedziby gminy) i 16 km na północny wschód od Stargardu (siedziby powiatu).
W latach 1954–1961 wieś należała i była siedzibą władz gromady Chlebówek. W latach 1975–1998 miejscowość administracyjnie należała do województwa szczecińskiego.
W miejscowości znajduje się neogotycki kościół pw. Królowej Anielskiej, należący do parafii św. Wojciecha. Został on w 1860 nadbudowany na pozostałościach średniowiecznej świątyni. W podworskim parku okazy egzotycznych gatunków roślin m.in. największa na Pomorzu daglezja o obwodzie ponad 3,8 m. Nad rzeką Krąpielą pozostałości grodziska z X wieku.
Jest też szkoła im. Kornela Makuszyńskiego.
W miejscowości był przystanek kolei wąskotorowej Chlebówko.